# Conrado I da Suábia
Conrado I da Suábia (? — 20 de agosto de 997) foi duque da Suábia de 983 até 997. A sua tomada do governo no condado como duque marcou o retorno da Dinastia Conradina sobre a Suábia, pela primeira vez desde 948.
Quando Otão I da Suábia e Baviera (954 - 31 de outubro de 982), duque da Suábia e Baviera, faleceu inesperadamente, durante uma campanha imperial sobre a Itália, ocorrida entre 981 e 982, sem deixar herdeiros, originou uma séria de problemas relacionados com a sucessão. Assim, para ocupar o lugar, o Otão II, Sacro Imperador Romano-Germânico nomeia Conrado I como duque da Suábia. 
Conrado I, consegue assim ser o primeiro duque da Suábia a manter o título ducal na família, depois de sua morte, em 997, sendo sucedido por seu filho Hermano II da Suábia  (? - 4 de Maio de 1003) que assim foi duque da Suábia de 997 até sua morte.

## Relações familiares
Apesar de existirem divergências quantos à sua filiação, é no entanto tido como filho de Conrado Conradino (900 - 982), duque de Elsass.
Foi casado com Judite, tida como filha de Liudolfo da Suábia (930 - 6 de setembro de 957), neta portanto do imperador Otão I (Wallhausen, 23 de novembro de 912 — Memleben, 7 de maio de 973), de quem teve:
1. Hermano II da Suábia casado em 986 com Gerberga de Borgonha (965 - 7 de julho de 1019), filha de Conrado I da Borgonha "o Pacificus" [2][3](c. 925 - 19 de outubro de 993), rei da Borgonha Transjurana e da já viúva de Hermano I de Werl, Matilde da França, filha do rei Luís IV da França e de Gerberga da Saxónia
2. Egberto da Suábia,
3. Luipoldo da Suábia,
4. Conrado III Conradino casado com Beatriz da Alta Lorena,
5. Liutoldo da Suábia (m. depois de 999)
6. Ita de Öhningen (? - 16 de Outubro do ano desconhecido) foi casada com Rodolfo II de Altdorf,
7. Adela da Suábia,
8. Judite de Öhningen, casada com Adalberto II[4]
9. Cunegunda da Suábia (? - 6 de março de 1020) casada com Frederico I de Diessen.